# Урдан, Рашида
Рашида Урдан (араб. رشيدة وردان‎; род. 2 мая 1979, Ouadhia District, Тизи-Узу) — алжирская дзюдоистка, представительница средней и полутяжёлой весовых категорий. Выступала за национальную сборную Алжира по дзюдо в период 1999—2010 годов, четырёхкратная чемпионка Африки, чемпионка Всеафриканских игр, обладательница серебряной и бронзовой медалей Средиземноморских игр, участница двух летних Олимпийских игр.

## Биография
Рашида Урдан родилась 2 мая 1979 года.
Первого серьёзного успеха на взрослом международном уровне добилась в сезоне 1999 года, когда вошла в основной состав алжирской национальной сборной и побывала на Панарабских играх в Аммане, откуда привезла награду серебряного достоинства, выигранную в зачёте средней весовой категории.
В 2000 году выиграла бронзовую медаль на домашнем чемпионате Африки в Алжире.
В 2001 году стала серебряной призёркой на африканском первенстве в Триполи и на Средиземноморских играх в Тунисе.
На африканском первенстве 2004 года в Тунисе одолела всех своих соперниц по турнирной сетке и тем самым завоевала золотую медаль. Благодаря череде удачных выступлений удостоилась права защищать честь страны на летних Олимпийских играх в Афинах, однако уже в стартовом поединке категории до 70 кг потерпела поражение от китаянки Цинь Дунъя и сразу же выбыла из борьбы за медали.
В 2006 году победила на чемпионате Африки в Маврикии и на международном турнире в Тунисе.
На домашних Всеафриканских играх 2007 года в Алжире заняла первое место в лёгком весе. Помимо этого, победила на международных турнирах в Корридонии, Тунисе и Марселе. Участвовала в чемпионате мира в Рио-де-Жанейро, где в первом же поединке была побеждена представительницей Колумбии Юри Альвеар.
В 2008 году победила на чемпионате Африки в Агадире и благополучно прошла отбор на Олимпийские игры в Пекине. На сей раз в категории до 70 кг проиграла голландке Эдит Босх, затем в утешительных встречах за третье место была остановлена американкой Рондой Раузи.
После пекинской Олимпиады Урдан ещё в течение некоторого времени оставалась в составе дзюдоистской команды Алжира и продолжала принимать участие в крупнейших международных турнирах. Так, в 2009 году она победила на африканском первенстве в Маврикии, став таким образом четырёхкратной чемпионкой Африки по дзюдо, и побывала на Средиземноморских играх в Пескаре, откуда привезла награду бронзового достоинства, выигранную в зачёте полутяжёлой весовой категории. Выступила и на мировом первенстве в Роттердаме, но здесь попасть в число призёров не смогла, проиграв украинке Марине Прищепе. 
В 2010 году отметилась победой на международном турнире во Франции и на том завершила спортивную карьеру.